# Senatori del Tennessee
Il Tennessee è entrato a far parte degli Stati Uniti d'America a partire dal 1º giugno 1796.

## Elenco

### Classe 1
| N.                                       | Foto                                     | Senatore                                 | Partito                                  | Carica                                   | Carica                                   | Congresso | Mandato | Storia elettorale                                                                                  |
| N.                                       | Foto                                     | Senatore                                 | Partito                                  | Inizio                                   | Termine                                  | Congresso | Mandato | Storia elettorale                                                                                  |
| ---------------------------------------- | ---------------------------------------- | ---------------------------------------- | ---------------------------------------- | ---------------------------------------- | ---------------------------------------- | --- | --- | -------------------------------------------------------------------------------------------------- |
| Vacante                                  | Vacante                                  | Vacante                                  | Vacante                                  | 1 giugno 1796                            | 2 agosto 1796                            | 4 | | [ 1 ]                                                                                              |
| 1                                        |                                          | William Cocke                            | Democratico- Repubblicano                | 2 agosto 1796                            | 26 settembre 1797                        | 4 | 1 | Eletto nel 1796                                                                                    |
| 1                                        | 5                                        | William Cocke                            | Democratico- Repubblicano                | 2 agosto 1796                            | 26 settembre 1797                        | 1⁄2 | Nominato per iniziare il mandato a causa del fallimento del legislatore di eleggere un senatore Rassegnò le dimissioni quando venne eletto il successore | |
| 2                                        | 5                                        |                                          | Andrew Jackson                           | Democratico- Repubblicano                | 26 settembre 1797                        | 1⁄2 | 1 aprile 1798 | Eletto per terminare il mandato di Cocke Rassegnò le dimissioni                                    |
| Vacante                                  | Vacante                                  | Vacante                                  | Vacante                                  | 1 aprile 1798                            | 6 ottobre 1798                           | 1⁄2 | | |
| 3                                        | 5                                        |                                          | Daniel Smith                             | Democratico- Repubblicano                | 6 ottobre 1798                           | 1⁄2 | 3 marzo 1799 | Nominato per terminare il mandato di Jackson Rassegnò le dimissioni                                |
| 4                                        |                                          | Joseph Anderson                          | Democratico- Repubblicano                | 4 marzo 1799                             | 3 marzo 1815                             | 1⁄2 | 6 | Eletto per terminare il mandato di Jackson                                                         |
| 4                                        | 7                                        | Joseph Anderson                          | Democratico- Repubblicano                | 4 marzo 1799                             | 3 marzo 1815                             | 1⁄2 | | Eletto per terminare il mandato di Jackson                                                         |
| 4                                        | 8                                        | Joseph Anderson                          | Democratico- Repubblicano                | 4 marzo 1799                             | 3 marzo 1815                             | 1 | Rieletto nel 1803 | |
| 4                                        | 9                                        | Joseph Anderson                          | Democratico- Repubblicano                | 4 marzo 1799                             | 3 marzo 1815                             | 1 | Rieletto nel 1803 | |
| 4                                        | 10                                       | Joseph Anderson                          | Democratico- Repubblicano                | 4 marzo 1799                             | 3 marzo 1815                             | 1 | Rieletto nel 1803 | |
| 4                                        | 11                                       | Joseph Anderson                          | Democratico- Repubblicano                | 4 marzo 1799                             | 3 marzo 1815                             | 2 | Rieletto nel 1809 Ritiratosi | |
| 4                                        | 12                                       | Joseph Anderson                          | Democratico- Repubblicano                | 4 marzo 1799                             | 3 marzo 1815                             | 2 | Rieletto nel 1809 Ritiratosi | |
| 4                                        | 13                                       | Joseph Anderson                          | Democratico- Repubblicano                | 4 marzo 1799                             | 3 marzo 1815                             | 2 | Rieletto nel 1809 Ritiratosi | |
| Vacante                                  | Vacante                                  | Vacante                                  | Vacante                                  | 4 marzo 1815                             | 10 ottobre 1815                          | 14 | 1⁄2 | |
| 5                                        |                                          | George W. Campbell                       | Democratico- Repubblicano                | 10 ottobre 1815                          | 20 aprile 1818                           | 14 | 1⁄2 | Eletto tardi nel 1815 Rassegnò le dimissioni                                                       |
| 5                                        | 15                                       | George W. Campbell                       | Democratico- Repubblicano                | 10 ottobre 1815                          | 20 aprile 1818                           | | 1⁄2 | Eletto tardi nel 1815 Rassegnò le dimissioni                                                       |
| Vacante                                  | Vacante                                  | Vacante                                  | Vacante                                  | 20 aprile 1818                           | 5 settembre 1818                         | | 1⁄2 | |
| 6                                        |                                          | John H. Eaton                            | Democratico- Repubblicano                | 5 settembre 1818                         | 4 marzo 1821                             | Nominato per continuare il mandato di Cambell Eletto per terminare il mandato di Cambell Il legislatore non riuscì ad eleggerlo | 1⁄2 | |
| 6                                        | 16                                       | John H. Eaton                            | Democratico- Repubblicano                | 5 settembre 1818                         | 4 marzo 1821                             | Nominato per continuare il mandato di Cambell Eletto per terminare il mandato di Cambell Il legislatore non riuscì ad eleggerlo | 1⁄2 | |
| 6                                        | Vacante                                  | Vacante                                  | Vacante                                  | 4 marzo 1821                             | 27 settembre 1821                        | 17 | 1⁄2 | |
| 6                                        |                                          | John H. Eaton                            | Democratico- Repubblicano                | 27 settembre 1821                        | 9 marzo 1829                             | 17 | 1⁄2 | Rieletto tardi nel 1821.                                                                           |
| 6                                        | Democratico- Repubblicano Jacksoniano    | John H. Eaton                            | 18                                       | 27 settembre 1821                        | 9 marzo 1829                             | | 1⁄2 | Rieletto tardi nel 1821.                                                                           |
| 6                                        | Jacksoniano                              | John H. Eaton                            | 19                                       | 27 settembre 1821                        | 9 marzo 1829                             | | 1⁄2 | Rieletto tardi nel 1821.                                                                           |
| 6                                        | Jacksoniano                              | John H. Eaton                            | 20                                       | 27 settembre 1821                        | 9 marzo 1829                             | 1⁄2 | Rieletto nel 1827 Rassegnò le dimissioni per diventare Segretario alla Guerra                                                                            | |
| 6                                        | Jacksoniano                              | John H. Eaton                            | 21                                       | 27 settembre 1821                        | 9 marzo 1829                             | 1⁄2 | Rieletto nel 1827 Rassegnò le dimissioni per diventare Segretario alla Guerra                                                                            | |
| Vacante                                  | Vacante                                  | Vacante                                  | Vacante                                  | 9 marzo 1829                             | 19 ottobre 1829                          | 1⁄2 | | |
| 7                                        |                                          | Felix Grundy                             | Jacksoniano                              | 19 ottobre 1829                          | 4 luglio 1838                            | 1⁄2 | Eletto per terminare il mandato di Eaton | |
| 7                                        | 22                                       | Felix Grundy                             | Jacksoniano                              | 19 ottobre 1829                          | 4 luglio 1838                            | 1⁄2 | Eletto per terminare il mandato di Eaton | |
| 7                                        | 23                                       | Felix Grundy                             | Jacksoniano                              | 19 ottobre 1829                          | 4 luglio 1838                            | 1⁄2 | Rieletto nel 1833 Rassegnò le dimissioni per diventare Procuratore generale degli Stati Uniti                                                            | |
| 7                                        | 24                                       | Felix Grundy                             | Jacksoniano                              | 19 ottobre 1829                          | 4 luglio 1838                            | 1⁄2 | Rieletto nel 1833 Rassegnò le dimissioni per diventare Procuratore generale degli Stati Uniti                                                            | |
| 7                                        | Democratico                              | Felix Grundy                             | 25                                       | 19 ottobre 1829                          | 4 luglio 1838                            | 1⁄2 | Rieletto nel 1833 Rassegnò le dimissioni per diventare Procuratore generale degli Stati Uniti                                                            | |
| Vacante                                  | Vacante                                  | Vacante                                  | Vacante                                  | 5 luglio 1838                            | 16 settembre 1838                        | 1⁄2 | | |
| 8                                        |                                          | Ephraim H. Foster                        | 25                                       | Whig                                     | 16 settembre 1838                        | 1⁄2 | 3 marzo 1839 | Nominato per terminare il mandato di Grundy Rieletto ma rassegnò le dimissioni                     |
| Vacante                                  | Vacante                                  | Vacante                                  | Vacante                                  | 3 marzo 1839                             | 19 novembre 1839                         | 26 | 1⁄2 | |
| 9                                        |                                          | Felix Grundy                             | Democratico                              | 19 novembre 1839                         | 19 dicembre 1840                         | 26 | 1⁄2 | Eletto tardi nel 1839 Deceduto                                                                     |
| Vacante                                  | Vacante                                  | Vacante                                  | Vacante                                  | 19 novembre 1839                         | 25 dicembre 1840                         | 26 | 1⁄2 | |
| 10                                       |                                          | Alfred O. P. Nicholson                   | Democratico                              | 25 dicembre 1840                         | 7 febbraio 1842                          | 26 | 1⁄2 | Nominato per continuare il mandato di Grundy Ritiratosi o perse rielezione                         |
| 10                                       | 27                                       | Alfred O. P. Nicholson                   | Democratico                              | 25 dicembre 1840                         | 7 febbraio 1842                          | | 1⁄2 | Nominato per continuare il mandato di Grundy Ritiratosi o perse rielezione                         |
| Vacante                                  | Vacante                                  | Vacante                                  | Vacante                                  | 7 febbraio 1842                          | 17 ottobre 1843                          | | 1⁄2 | |
| Vacante                                  | Vacante                                  | Vacante                                  | Vacante                                  | 7 febbraio 1842                          | 17 ottobre 1843                          | 28 | 1⁄2 | |
| 11                                       |                                          | Ephraim H. Foster                        | Whig                                     | 17 ottobre 1843                          | 3 marzo 1845                             | Eletto per terminare il mandato di Grundy Ritiratosi o perse rielezione                                                         | 1⁄2 | |
| 12                                       |                                          | Hopkins L. Turney                        | Democratico                              | 4 marzo 1845                             | 3 marzo 1851                             | 29 | 1 | Eletto nel 1844 Ritiratosi o perse rielezione                                                      |
| 12                                       | 30                                       | Hopkins L. Turney                        | Democratico                              | 4 marzo 1845                             | 3 marzo 1851                             | | 1 | Eletto nel 1844 Ritiratosi o perse rielezione                                                      |
| 12                                       | 31                                       | Hopkins L. Turney                        | Democratico                              | 4 marzo 1845                             | 3 marzo 1851                             | | 1 | Eletto nel 1844 Ritiratosi o perse rielezione                                                      |
| 13                                       |                                          | James C. Jones                           | Whig                                     | 4 marzo 1851                             | 3 marzo 1857                             | 32 | 1 | Eletto nel 1850 Ritiratosi                                                                         |
| 13                                       | 33                                       | James C. Jones                           | Whig                                     | 4 marzo 1851                             | 3 marzo 1857                             | | 1 | Eletto nel 1850 Ritiratosi                                                                         |
| 13                                       | Democratico                              | James C. Jones                           | 34                                       | 4 marzo 1851                             | 3 marzo 1857                             | | 1 | Eletto nel 1850 Ritiratosi                                                                         |
| Vacante                                  | Vacante                                  | Vacante                                  | Vacante                                  | 4 marzo 1857                             | 8 ottobre 1857                           | 35 | 1⁄2 | Il legislatore non riuscì ad eleggerlo                                                             |
| 14                                       |                                          | Andrew Johnson                           | Democratico                              | 8 ottobre 1857                           | 4 marzo 1862                             | 35 | 1⁄2 | Eletto nel 1856 Rassegnò le dimissioni per diventare Governatore militare del Tennessee            |
| 14                                       | 36                                       | Andrew Johnson                           | Democratico                              | 8 ottobre 1857                           | 4 marzo 1862                             | | 1⁄2 | Eletto nel 1856 Rassegnò le dimissioni per diventare Governatore militare del Tennessee            |
| 14                                       | 37                                       | Andrew Johnson                           | Democratico                              | 8 ottobre 1857                           | 4 marzo 1862                             | | 1⁄2 | Eletto nel 1856 Rassegnò le dimissioni per diventare Governatore militare del Tennessee            |
| Vacante                                  | Vacante                                  | Vacante                                  | Vacante                                  | 4 marzo 1862                             | 24 luglio 1866                           | Guerra di secessione americana                                                                                                  | 1⁄2 | |
| Vacante                                  | Vacante                                  | Vacante                                  | Vacante                                  | 4 marzo 1862                             | 24 luglio 1866                           | Guerra di secessione americana                                                                                                  | 38 | 1                                                                                                  |
| Vacante                                  | Vacante                                  | Vacante                                  | Vacante                                  | 4 marzo 1862                             | 24 luglio 1866                           | Guerra di secessione americana                                                                                                  | 39 | 1                                                                                                  |
| 15                                       |                                          | David T. Patterson                       | Unionista                                | 24 luglio 1866                           | 3 marzo 1869                             | Eletto per terminare il mandato vacante Ritiratosi                                                                              | | 1                                                                                                  |
| 15                                       | Democratico                              | David T. Patterson                       | 40                                       | 24 luglio 1866                           | 3 marzo 1869                             | Eletto per terminare il mandato vacante Ritiratosi                                                                              | | 1                                                                                                  |
| 16                                       |                                          | William G. Brownlow                      | Repubblicano                             | 4 marzo 1869                             | 3 marzo 1875                             | 41 | 1 | Eletto nel 1869 Ritiratosi                                                                         |
| 16                                       | 42                                       | William G. Brownlow                      | Repubblicano                             | 4 marzo 1869                             | 3 marzo 1875                             | | 1 | Eletto nel 1869 Ritiratosi                                                                         |
| 16                                       | 43                                       | William G. Brownlow                      | Repubblicano                             | 4 marzo 1869                             | 3 marzo 1875                             | | 1 | Eletto nel 1869 Ritiratosi                                                                         |
| 17                                       |                                          | Andrew Johnson                           | Democratico                              | 4 marzo 1875                             | 31 luglio 1875                           | 44 | 1⁄2 | Eletto nel 1875 Deceduto                                                                           |
| Vacante                                  | Vacante                                  | Vacante                                  | Vacante                                  | 31 luglio 1875                           | 18 agosto 1875                           | 44 | 1⁄2 | |
| 18                                       |                                          | David M. Key                             | Democratico                              | 18 agosto 1875                           | 19 gennaio 1877                          | 44 | 1⁄2 | Nominato per continuare il mandato di Johnson Perse l'elezione per terminare il mandato di Johnson |
| 19                                       |                                          | James E. Bailey                          | Democratico                              | 19 gennaio 1877                          | 3 marzo 1881                             | 44 | 1⁄2 | Eletto per terminare il mandato di Johnson Perse la rielezione                                     |
| 19                                       | 45                                       | James E. Bailey                          | Democratico                              | 19 gennaio 1877                          | 3 marzo 1881                             | | 1⁄2 | Eletto per terminare il mandato di Johnson Perse la rielezione                                     |
| 19                                       | 46                                       | James E. Bailey                          | Democratico                              | 19 gennaio 1877                          | 3 marzo 1881                             | | 1⁄2 | Eletto per terminare il mandato di Johnson Perse la rielezione                                     |
| 20                                       |                                          | Howell Jackson                           | Democratico                              | 4 marzo 1881                             | 14 aprile 1886                           | 47 | 1⁄2 | Eletto nel 1881 Rassegnò le dimissioni per diventare U.S. Circuit Judge                            |
| 20                                       | 48                                       | Howell Jackson                           | Democratico                              | 4 marzo 1881                             | 14 aprile 1886                           | | 1⁄2 | Eletto nel 1881 Rassegnò le dimissioni per diventare U.S. Circuit Judge                            |
| 20                                       | 49                                       | Howell Jackson                           | Democratico                              | 4 marzo 1881                             | 14 aprile 1886                           | | 1⁄2 | Eletto nel 1881 Rassegnò le dimissioni per diventare U.S. Circuit Judge                            |
| Vacante                                  | Vacante                                  | Vacante                                  | Vacante                                  | 14 aprile 1886                           | 16 aprile 1886                           | | 1⁄2 | |
| 21                                       |                                          | Washington C. Whitthorne                 | Democratico                              | 16 aprile 1886                           | 3 marzo 1887                             | Nominato per continuare il mandato di Jackson Ritiratosi o perse la rielezione                                                  | 1⁄2 | |
| 22                                       |                                          | William B. Bate                          | Democratico                              | 4 marzo 1887                             | 9 marzo 1905                             | 50 | 1 | Eletto nel 1887                                                                                    |
| 22                                       | 51                                       | William B. Bate                          | Democratico                              | 4 marzo 1887                             | 9 marzo 1905                             | | 1 | Eletto nel 1887                                                                                    |
| 22                                       | 52                                       | William B. Bate                          | Democratico                              | 4 marzo 1887                             | 9 marzo 1905                             | | 1 | Eletto nel 1887                                                                                    |
| 22                                       | 53                                       | William B. Bate                          | Democratico                              | 4 marzo 1887                             | 9 marzo 1905                             | 2 | Rieletto nel 1893 | |
| 22                                       | 54                                       | William B. Bate                          | Democratico                              | 4 marzo 1887                             | 9 marzo 1905                             | 2 | Rieletto nel 1893 | |
| 22                                       | 55                                       | William B. Bate                          | Democratico                              | 4 marzo 1887                             | 9 marzo 1905                             | 2 | Rieletto nel 1893 | |
| 22                                       | 56                                       | William B. Bate                          | Democratico                              | 4 marzo 1887                             | 9 marzo 1905                             | 3 | Rieletto nel 1899 | |
| 22                                       | 57                                       | William B. Bate                          | Democratico                              | 4 marzo 1887                             | 9 marzo 1905                             | 3 | Rieletto nel 1899 | |
| 22                                       | 58                                       | William B. Bate                          | Democratico                              | 4 marzo 1887                             | 9 marzo 1905                             | 3 | Rieletto nel 1899 | |
| 22                                       | 59                                       | William B. Bate                          | Democratico                              | 4 marzo 1887                             | 9 marzo 1905                             | 1⁄2 | Rieletto nel 1905 Deceduto | |
| Vacante                                  | Vacante                                  | Vacante                                  | Vacante                                  | 10 marzo 1905                            | 20 marzo 1905                            | 1⁄2 | | |
| 23                                       | 59                                       |                                          | James B. Frazier                         | Democratico                              | 21 marzo 1905                            | 1⁄2 | 3 marzo 1911 | Eletto per terminare il mandato di Bate Perse la rielezione                                        |
| 23                                       | 60                                       |                                          | James B. Frazier                         | Democratico                              | 21 marzo 1905                            | 1⁄2 | 3 marzo 1911 | Eletto per terminare il mandato di Bate Perse la rielezione                                        |
| 23                                       | 61                                       |                                          | James B. Frazier                         | Democratico                              | 21 marzo 1905                            | 1⁄2 | 3 marzo 1911 | Eletto per terminare il mandato di Bate Perse la rielezione                                        |
| 24                                       |                                          | Luke Lea                                 | Democratico                              | 4 marzo 1911                             | 3 marzo 1917                             | 62 | 1 | Eletto nel 1910 Perse la rinomina                                                                  |
| 24                                       | 63                                       | Luke Lea                                 | Democratico                              | 4 marzo 1911                             | 3 marzo 1917                             | | 1 | Eletto nel 1910 Perse la rinomina                                                                  |
| 24                                       | 64                                       | Luke Lea                                 | Democratico                              | 4 marzo 1911                             | 3 marzo 1917                             | | 1 | Eletto nel 1910 Perse la rinomina                                                                  |
| 25                                       |                                          | Kenneth McKellar                         | Democratico                              | 4 marzo 1917                             | 3 gennaio 1953                           | 65 | 1 | Eletto nel 1916                                                                                    |
| 25                                       | 66                                       | Kenneth McKellar                         | Democratico                              | 4 marzo 1917                             | 3 gennaio 1953                           | | 1 | Eletto nel 1916                                                                                    |
| 25                                       | 67                                       | Kenneth McKellar                         | Democratico                              | 4 marzo 1917                             | 3 gennaio 1953                           | | 1 | Eletto nel 1916                                                                                    |
| 25                                       | 68                                       | Kenneth McKellar                         | Democratico                              | 4 marzo 1917                             | 3 gennaio 1953                           | 2 | Rieletto nel 1922 | |
| 25                                       | 69                                       | Kenneth McKellar                         | Democratico                              | 4 marzo 1917                             | 3 gennaio 1953                           | 2 | Rieletto nel 1922 | |
| 25                                       | 70                                       | Kenneth McKellar                         | Democratico                              | 4 marzo 1917                             | 3 gennaio 1953                           | 2 | Rieletto nel 1922 | |
| 25                                       | 71                                       | Kenneth McKellar                         | Democratico                              | 4 marzo 1917                             | 3 gennaio 1953                           | 3 | Rieletto nel 1928 | |
| 25                                       | 72                                       | Kenneth McKellar                         | Democratico                              | 4 marzo 1917                             | 3 gennaio 1953                           | 3 | Rieletto nel 1928 | |
| 25                                       | 73                                       | Kenneth McKellar                         | Democratico                              | 4 marzo 1917                             | 3 gennaio 1953                           | 3 | Rieletto nel 1928 | |
| 25                                       | 74                                       | Kenneth McKellar                         | Democratico                              | 4 marzo 1917                             | 3 gennaio 1953                           | 4 | Rieletto nel 1934 | |
| 25                                       | 75                                       | Kenneth McKellar                         | Democratico                              | 4 marzo 1917                             | 3 gennaio 1953                           | 4 | Rieletto nel 1934 | |
| 25                                       | 76                                       | Kenneth McKellar                         | Democratico                              | 4 marzo 1917                             | 3 gennaio 1953                           | 4 | Rieletto nel 1934 | |
| 25                                       | 77                                       | Kenneth McKellar                         | Democratico                              | 4 marzo 1917                             | 3 gennaio 1953                           | 5 | Rieletto nel 1940 | |
| 25                                       | 78                                       | Kenneth McKellar                         | Democratico                              | 4 marzo 1917                             | 3 gennaio 1953                           | 5 | Rieletto nel 1940 | |
| 25                                       | 79                                       | Kenneth McKellar                         | Democratico                              | 4 marzo 1917                             | 3 gennaio 1953                           | 5 | Rieletto nel 1940 | |
| 25                                       | 80                                       | Kenneth McKellar                         | Democratico                              | 4 marzo 1917                             | 3 gennaio 1953                           | 6 | Rieletto nel 1946 Perse la rinomina | |
| 25                                       | 81                                       | Kenneth McKellar                         | Democratico                              | 4 marzo 1917                             | 3 gennaio 1953                           | 6 | Rieletto nel 1946 Perse la rinomina | |
| 25                                       | 82                                       | Kenneth McKellar                         | Democratico                              | 4 marzo 1917                             | 3 gennaio 1953                           | 6 | Rieletto nel 1946 Perse la rinomina | |
| 26                                       |                                          | Albert Gore, Sr.                         | Democratico                              | 3 gennaio 1953                           | 3 gennaio 1971                           | 83 | 1 | Eletto nel 1952                                                                                    |
| 26                                       | 84                                       | Albert Gore, Sr.                         | Democratico                              | 3 gennaio 1953                           | 3 gennaio 1971                           | | 1 | Eletto nel 1952                                                                                    |
| 26                                       | 85                                       | Albert Gore, Sr.                         | Democratico                              | 3 gennaio 1953                           | 3 gennaio 1971                           | | 1 | Eletto nel 1952                                                                                    |
| 26                                       | 86                                       | Albert Gore, Sr.                         | Democratico                              | 3 gennaio 1953                           | 3 gennaio 1971                           | 2 | Rieletto nel 1958 | |
| 26                                       | 87                                       | Albert Gore, Sr.                         | Democratico                              | 3 gennaio 1953                           | 3 gennaio 1971                           | 2 | Rieletto nel 1958 | |
| 26                                       | 88                                       | Albert Gore, Sr.                         | Democratico                              | 3 gennaio 1953                           | 3 gennaio 1971                           | 2 | Rieletto nel 1958 | |
| 26                                       | 89                                       | Albert Gore, Sr.                         | Democratico                              | 3 gennaio 1953                           | 3 gennaio 1971                           | 3 | Rieletto nel 1964 Perse la rielezione | |
| 26                                       | 90                                       | Albert Gore, Sr.                         | Democratico                              | 3 gennaio 1953                           | 3 gennaio 1971                           | 3 | Rieletto nel 1964 Perse la rielezione | |
| 26                                       | 91                                       | Albert Gore, Sr.                         | Democratico                              | 3 gennaio 1953                           | 3 gennaio 1971                           | 3 | Rieletto nel 1964 Perse la rielezione | |
| 27                                       |                                          | Bill Brock                               | Repubblicano                             | 3 gennaio 1971                           | 3 gennaio 1977                           | 92 | 1 | Eletto nel 1970 Perse la rielezione                                                                |
| 27                                       | 93                                       | Bill Brock                               | Repubblicano                             | 3 gennaio 1971                           | 3 gennaio 1977                           | | 1 | Eletto nel 1970 Perse la rielezione                                                                |
| 27                                       | 94                                       | Bill Brock                               | Repubblicano                             | 3 gennaio 1971                           | 3 gennaio 1977                           | | 1 | Eletto nel 1970 Perse la rielezione                                                                |
| 28                                       |                                          | Jim Sasser                               | Democratico                              | 3 gennaio 1977                           | 3 gennaio 1995                           | 95 | 1 | Eletto nel 1976                                                                                    |
| 28                                       | 96                                       | Jim Sasser                               | Democratico                              | 3 gennaio 1977                           | 3 gennaio 1995                           | | 1 | Eletto nel 1976                                                                                    |
| 28                                       | 97                                       | Jim Sasser                               | Democratico                              | 3 gennaio 1977                           | 3 gennaio 1995                           | | 1 | Eletto nel 1976                                                                                    |
| 28                                       | 98                                       | Jim Sasser                               | Democratico                              | 3 gennaio 1977                           | 3 gennaio 1995                           | 2 | Rieletto nel 1982 | |
| 28                                       | 99                                       | Jim Sasser                               | Democratico                              | 3 gennaio 1977                           | 3 gennaio 1995                           | 2 | Rieletto nel 1982 | |
| 28                                       | 100                                      | Jim Sasser                               | Democratico                              | 3 gennaio 1977                           | 3 gennaio 1995                           | 2 | Rieletto nel 1982 | |
| 28                                       | 101                                      | Jim Sasser                               | Democratico                              | 3 gennaio 1977                           | 3 gennaio 1995                           | 3 | Rieletto nel 1988 Perse la rielezione | |
| 28                                       | 102                                      | Jim Sasser                               | Democratico                              | 3 gennaio 1977                           | 3 gennaio 1995                           | 3 | Rieletto nel 1988 Perse la rielezione | |
| 28                                       | 103                                      | Jim Sasser                               | Democratico                              | 3 gennaio 1977                           | 3 gennaio 1995                           | 3 | Rieletto nel 1988 Perse la rielezione | |
| 29                                       |                                          | Bill Frist (1952-)                       | Repubblicano                             | 3 gennaio 1995                           | 3 gennaio 2007                           | 104 | 1 | Eletto nel 1994                                                                                    |
| 29                                       | 105                                      | Bill Frist (1952-)                       | Repubblicano                             | 3 gennaio 1995                           | 3 gennaio 2007                           | | 1 | Eletto nel 1994                                                                                    |
| 29                                       | 106                                      | Bill Frist (1952-)                       | Repubblicano                             | 3 gennaio 1995                           | 3 gennaio 2007                           | | 1 | Eletto nel 1994                                                                                    |
| 29                                       | 107                                      | Bill Frist (1952-)                       | Repubblicano                             | 3 gennaio 1995                           | 3 gennaio 2007                           | 2 | Rieletto nel 2000 Ritiratosi | |
| 29                                       | 108                                      | Bill Frist (1952-)                       | Repubblicano                             | 3 gennaio 1995                           | 3 gennaio 2007                           | 2 | Rieletto nel 2000 Ritiratosi | |
| 29                                       | 109                                      | Bill Frist (1952-)                       | Repubblicano                             | 3 gennaio 1995                           | 3 gennaio 2007                           | 2 | Rieletto nel 2000 Ritiratosi | |
| 30                                       |                                          | Bob Corker (1952-)                       | Repubblicano                             | 3 gennaio 2007                           | 3 gennaio 2019                           | 110 | 1 | Eletto nel 2006                                                                                    |
| 30                                       | 111                                      | Bob Corker (1952-)                       | Repubblicano                             | 3 gennaio 2007                           | 3 gennaio 2019                           | | 1 | Eletto nel 2006                                                                                    |
| 30                                       | 112                                      | Bob Corker (1952-)                       | Repubblicano                             | 3 gennaio 2007                           | 3 gennaio 2019                           | | 1 | Eletto nel 2006                                                                                    |
| 30                                       | 113                                      | Bob Corker (1952-)                       | Repubblicano                             | 3 gennaio 2007                           | 3 gennaio 2019                           | 2 | Rieletto nel 2012 Ritiratosi | |
| 30                                       | 114                                      | Bob Corker (1952-)                       | Repubblicano                             | 3 gennaio 2007                           | 3 gennaio 2019                           | 2 | Rieletto nel 2012 Ritiratosi | |
| 30                                       | 115                                      | Bob Corker (1952-)                       | Repubblicano                             | 3 gennaio 2007                           | 3 gennaio 2019                           | 2 | Rieletto nel 2012 Ritiratosi | |
| 31                                       |                                          | Marsha Blackburn (1952-)                 | Repubblicano                             | 3 gennaio 2019                           | in carica                                | 116 | 1 | Eletta nel 2018                                                                                    |
| 31                                       | 117                                      | Marsha Blackburn (1952-)                 | Repubblicano                             | 3 gennaio 2019                           | in carica                                | | 1 | Eletta nel 2018                                                                                    |
| 31                                       | 118                                      | Marsha Blackburn (1952-)                 | Repubblicano                             | 3 gennaio 2019                           | in carica                                | | 1 | Eletta nel 2018                                                                                    |
| Da determinarsi con le elezioni del 2024 | Da determinarsi con le elezioni del 2024 | Da determinarsi con le elezioni del 2024 | Da determinarsi con le elezioni del 2024 | Da determinarsi con le elezioni del 2024 | Da determinarsi con le elezioni del 2024 | 119 | | |
| Da determinarsi con le elezioni del 2024 | Da determinarsi con le elezioni del 2024 | Da determinarsi con le elezioni del 2024 | Da determinarsi con le elezioni del 2024 | Da determinarsi con le elezioni del 2024 | Da determinarsi con le elezioni del 2024 | 120 | | |
| Da determinarsi con le elezioni del 2024 | Da determinarsi con le elezioni del 2024 | Da determinarsi con le elezioni del 2024 | Da determinarsi con le elezioni del 2024 | Da determinarsi con le elezioni del 2024 | Da determinarsi con le elezioni del 2024 | 121 | | |

### Classe 2
| N.                                       | Foto                                     | Senatore                                 | Partito                                  | Carica                                   | Carica                                   | Congresso                                                                                            | Mandato | Storia elettorale                                                                          |
| N.                                       | Foto                                     | Senatore                                 | Partito                                  | Inizio                                   | Termine                                  | Congresso                                                                                            | Mandato | Storia elettorale                                                                          |
| ---------------------------------------- | ---------------------------------------- | ---------------------------------------- | ---------------------------------------- | ---------------------------------------- | ---------------------------------------- | --- | --- | ------------------------------------------------------------------------------------------ |
| Vacante                                  | Vacante                                  | Vacante                                  | Vacante                                  | 1 giugno 1796                            | 2 agosto 1796                            | 4 | | [ 1 ]                                                                                      |
| 1                                        |                                          | William Blount                           | Democratico- Repubblicano                | 2 agosto 1796                            | 8 luglio 1797                            | 4 | 1⁄2 | Eletto nel 1796 Espulso                                                                    |
| 1                                        | 5                                        | William Blount                           | Democratico- Repubblicano                | 2 agosto 1796                            | 8 luglio 1797                            | | 1⁄2 | Eletto nel 1796 Espulso                                                                    |
| 2                                        |                                          | Joseph Anderson                          | Democratico- Repubblicano                | 8 luglio 1797                            | 3 marzo 1799                             | Eletto per terminare il mandato di Blount Rassegnò le dimissioni quando eletto al seggio di Classe 1 | 1⁄2 |                                                                                            |
| 3                                        |                                          | William Cocke                            | Democratico- Repubblicano                | 4 marzo 1799                             | 3 marzo 1805                             | 6 | 1 | Eletto nel 1799 Ritiratosi o perse la rielezione                                           |
| 3                                        | 7                                        | William Cocke                            | Democratico- Repubblicano                | 4 marzo 1799                             | 3 marzo 1805                             | | 1 | Eletto nel 1799 Ritiratosi o perse la rielezione                                           |
| 3                                        | 8                                        | William Cocke                            | Democratico- Repubblicano                | 4 marzo 1799                             | 3 marzo 1805                             | | 1 | Eletto nel 1799 Ritiratosi o perse la rielezione                                           |
| 4                                        |                                          | Daniel Smith                             | Democratico- Repubblicano                | 4 marzo 1805                             | 31 marzo 1809                            | 9 | 1⁄2 | Eletto nel 1805 Rassegnò le dimissioni                                                     |
| 4                                        | 10                                       | Daniel Smith                             | Democratico- Repubblicano                | 4 marzo 1805                             | 31 marzo 1809                            | | 1⁄2 | Eletto nel 1805 Rassegnò le dimissioni                                                     |
| 4                                        | 11                                       | Daniel Smith                             | Democratico- Repubblicano                | 4 marzo 1805                             | 31 marzo 1809                            | | 1⁄2 | Eletto nel 1805 Rassegnò le dimissioni                                                     |
| Vacante                                  | Vacante                                  | Vacante                                  | Vacante                                  | 1 aprile 1809                            | 10 aprile 1809                           | | 1⁄2 |                                                                                            |
| 5                                        |                                          | Jenkin Whiteside                         | Democratico- Repubblicano                | 11 aprile 1809                           | 8 ottobre 1811                           | Eletto per terminare il mandato di Smith                                                             | 1⁄2 |                                                                                            |
| 5                                        | 12                                       | Jenkin Whiteside                         | Democratico- Repubblicano                | 11 aprile 1809                           | 8 ottobre 1811                           | 1⁄2                                                                                                  | Rieletto nel 1810 o 1811 Rassegnò le dimissioni |                                                                                            |
| 6                                        | 12                                       |                                          | George W. Campbell                       | Democratico- Repubblicano                | 8 ottobre 1811                           | 1⁄2                                                                                                  | 11 febbraio 1814 | Eletto per terminare il mandato di Whiteside Rassegnò le dimissioni                        |
| 6                                        | 13                                       |                                          | George W. Campbell                       | Democratico- Repubblicano                | 8 ottobre 1811                           | 1⁄2                                                                                                  | 11 febbraio 1814 | Eletto per terminare il mandato di Whiteside Rassegnò le dimissioni                        |
| Vacante                                  | Vacante                                  | Vacante                                  | Vacante                                  | 12 febbraio 1814                         | 16 marzo 1814                            | 1⁄2                                                                                                  | |                                                                                            |
| 7                                        |                                          | Jesse Wharton                            | Democratico- Repubblicano                | 17 marzo 1814                            | 10 ottobre 1815                          | 1⁄2                                                                                                  | Nominato per continuare il mandato di Campbell Ritiratosi quando venne eletto il successore                                                           |                                                                                            |
| 7                                        | 14                                       | Jesse Wharton                            | Democratico- Repubblicano                | 17 marzo 1814                            | 10 ottobre 1815                          | 1⁄2                                                                                                  | Nominato per continuare il mandato di Campbell Ritiratosi quando venne eletto il successore                                                           |                                                                                            |
| 8                                        |                                          | John Williams                            | Democratico-Repubblicano                 | 10 ottobre 1815                          | 3 marzo 1823                             | 1⁄2                                                                                                  | Eletto per terminare il mandato di Campbell |                                                                                            |
| 8                                        | 15                                       | John Williams                            | Democratico-Repubblicano                 | 10 ottobre 1815                          | 3 marzo 1823                             | 1 | Nominato per iniziare il mandato in quanto non si riuscì ad eleggerlo al seggio Eletto il 2 ottobre 1817 per terminare il mandato Perse la rielezione |                                                                                            |
| 8                                        | 16                                       | John Williams                            | Democratico-Repubblicano                 | 10 ottobre 1815                          | 3 marzo 1823                             | 1 | Nominato per iniziare il mandato in quanto non si riuscì ad eleggerlo al seggio Eletto il 2 ottobre 1817 per terminare il mandato Perse la rielezione |                                                                                            |
| 8                                        | 17                                       | John Williams                            | Democratico-Repubblicano                 | 10 ottobre 1815                          | 3 marzo 1823                             | 1 | Nominato per iniziare il mandato in quanto non si riuscì ad eleggerlo al seggio Eletto il 2 ottobre 1817 per terminare il mandato Perse la rielezione |                                                                                            |
| 9                                        |                                          | Andrew Jackson                           | Democratico-Repubblicano                 | 4 marzo 1823                             | 14 ottobre 1825                          | 18                                                                                                   | 1⁄2 | Eletto nel 1823 Rassegnò le dimissioni                                                     |
| 9                                        | 19                                       | Andrew Jackson                           | Democratico-Repubblicano                 | 4 marzo 1823                             | 14 ottobre 1825                          | | 1⁄2 | Eletto nel 1823 Rassegnò le dimissioni                                                     |
| Vacante                                  | Vacante                                  | Vacante                                  | Vacante                                  | 15 ottobre 1825                          | 27 ottobre 1825                          | | 1⁄2 |                                                                                            |
| 10                                       |                                          | Hugh Lawson White                        | Jacksoniano                              | 28 ottobre 1825                          | 13 gennaio 1840                          | Eletto per terminare il mandato di Jackson                                                           | 1⁄2 |                                                                                            |
| 10                                       | 20                                       | Hugh Lawson White                        | Jacksoniano                              | 28 ottobre 1825                          | 13 gennaio 1840                          | Eletto per terminare il mandato di Jackson                                                           | 1⁄2 |                                                                                            |
| 10                                       | 21                                       | Hugh Lawson White                        | Jacksoniano                              | 28 ottobre 1825                          | 13 gennaio 1840                          | 1 | Rieletto nel 1829 |                                                                                            |
| 10                                       | 22                                       | Hugh Lawson White                        | Jacksoniano                              | 28 ottobre 1825                          | 13 gennaio 1840                          | 1 | Rieletto nel 1829 |                                                                                            |
| 10                                       | 23                                       | Hugh Lawson White                        | Jacksoniano                              | 28 ottobre 1825                          | 13 gennaio 1840                          | 1 | Rieletto nel 1829 |                                                                                            |
| 10                                       | Anti- Jacksoniano                        | Hugh Lawson White                        | 24                                       | 28 ottobre 1825                          | 13 gennaio 1840                          | 1⁄2                                                                                                  | Rieletto nel 1835 Rassegnò le dimissioni perché non poteva obbedire coscientemente alle istruzioni dei suoi elettori                                  |                                                                                            |
| 10                                       | Whig                                     | Hugh Lawson White                        | 25                                       | 28 ottobre 1825                          | 13 gennaio 1840                          | 1⁄2                                                                                                  | Rieletto nel 1835 Rassegnò le dimissioni perché non poteva obbedire coscientemente alle istruzioni dei suoi elettori                                  |                                                                                            |
| 10                                       | Whig                                     | Hugh Lawson White                        | 26                                       | 28 ottobre 1825                          | 13 gennaio 1840                          | 1⁄2                                                                                                  | Rieletto nel 1835 Rassegnò le dimissioni perché non poteva obbedire coscientemente alle istruzioni dei suoi elettori                                  |                                                                                            |
| 11                                       |                                          | Alexander O. Anderson                    | Democratico                              | 25 febbraio 1840                         | 3 marzo 1841                             | 1⁄2                                                                                                  | Eletto per terminare il mandato di White Ritiratosi                                                                                                   |                                                                                            |
| Vacante                                  | Vacante                                  | Vacante                                  | Vacante                                  | 4 marzo 1841                             | 17 ottobre 1843                          | 27                                                                                                   | 1⁄2 | Non si riuscì ad eleggere un senatore                                                      |
| Vacante                                  | Vacante                                  | Vacante                                  | Vacante                                  | 4 marzo 1841                             | 17 ottobre 1843                          | 28                                                                                                   | 1⁄2 | Non si riuscì ad eleggere un senatore                                                      |
| 12                                       |                                          | Spencer Jarnagin                         | Whig                                     | 17 ottobre 1843                          | 3 marzo 1847                             | Eletto per terminare il periodo vacante Perse la rielezione                                          | 1⁄2 |                                                                                            |
| 12                                       | 29                                       | Spencer Jarnagin                         | Whig                                     | 17 ottobre 1843                          | 3 marzo 1847                             | Eletto per terminare il periodo vacante Perse la rielezione                                          | 1⁄2 |                                                                                            |
| Vacante                                  | Vacante                                  | Vacante                                  | Vacante                                  | 4 marzo 1847                             | 21 novembre 1847                         | 30                                                                                                   | 1 | Non si riuscì ad eleggere un senatore                                                      |
| 13                                       |                                          | John Bell                                | Whig                                     | 22 novembre 1847                         | 3 marzo 1859                             | 30                                                                                                   | 1 | Eletto tardi nel 1847                                                                      |
| 13                                       | 31                                       | John Bell                                | Whig                                     | 22 novembre 1847                         | 3 marzo 1859                             | | 1 | Eletto tardi nel 1847                                                                      |
| 13                                       | 32                                       | John Bell                                | Whig                                     | 22 novembre 1847                         | 3 marzo 1859                             | | 1 | Eletto tardi nel 1847                                                                      |
| 13                                       | 33                                       | John Bell                                | Whig                                     | 22 novembre 1847                         | 3 marzo 1859                             | 1 | Rieletto nel 1853 Ritiratosi o perse la rielezione |                                                                                            |
| 13                                       | 34                                       | John Bell                                | Whig                                     | 22 novembre 1847                         | 3 marzo 1859                             | 1 | Rieletto nel 1853 Ritiratosi o perse la rielezione |                                                                                            |
| 13                                       | 35                                       | John Bell                                | Whig                                     | 22 novembre 1847                         | 3 marzo 1859                             | 1 | Rieletto nel 1853 Ritiratosi o perse la rielezione |                                                                                            |
| 14                                       |                                          | Alfred O. P. Nicholson                   | Democratico                              | 4 marzo 1859                             | 3 marzo 1861                             | 36                                                                                                   | 1⁄2 | Eletto nel 1859 Ritiratosi prima della secessione                                          |
| Vacante                                  | Vacante                                  | Vacante                                  | Vacante                                  | 4 marzo 1861                             | 23 luglio 1866                           | 37                                                                                                   | 1⁄2 | Guerra di Secessione Americana                                                             |
| Vacante                                  | Vacante                                  | Vacante                                  | Vacante                                  | 4 marzo 1861                             | 23 luglio 1866                           | 38                                                                                                   | 1⁄2 | Guerra di Secessione Americana                                                             |
| Vacante                                  | Vacante                                  | Vacante                                  | Vacante                                  | 4 marzo 1861                             | 23 luglio 1866                           | 39                                                                                                   | 1⁄2 | Guerra di Secessione Americana                                                             |
| 15                                       |                                          | Joseph S. Fowler                         | Unionista                                | 24 luglio 1866                           | 3 marzo 1871                             | 39                                                                                                   | 1⁄2 | Eletto per terminare il periodo vacante Ritiratosi                                         |
| 15                                       | Repubblicano                             | Joseph S. Fowler                         | 40                                       | 24 luglio 1866                           | 3 marzo 1871                             | | 1⁄2 | Eletto per terminare il periodo vacante Ritiratosi                                         |
| 15                                       | Repubblicano                             | Joseph S. Fowler                         | 41                                       | 24 luglio 1866                           | 3 marzo 1871                             | | 1⁄2 | Eletto per terminare il periodo vacante Ritiratosi                                         |
| 16                                       |                                          | Henry Cooper                             | Democratico                              | 4 marzo 1871                             | 3 marzo 1877                             | 42                                                                                                   | 1 | Eletto nel 1870 Ritiratosi                                                                 |
| 16                                       | 43                                       | Henry Cooper                             | Democratico                              | 4 marzo 1871                             | 3 marzo 1877                             | | 1 | Eletto nel 1870 Ritiratosi                                                                 |
| 16                                       | 44                                       | Henry Cooper                             | Democratico                              | 4 marzo 1871                             | 3 marzo 1877                             | | 1 | Eletto nel 1870 Ritiratosi                                                                 |
| 17                                       |                                          | Isham G. Harris                          | Democratico                              | 4 marzo 1877                             | 8 luglio 1897                            | 45                                                                                                   | 1 | Eletto nel 1876                                                                            |
| 17                                       | 46                                       | Isham G. Harris                          | Democratico                              | 4 marzo 1877                             | 8 luglio 1897                            | | 1 | Eletto nel 1876                                                                            |
| 17                                       | 47                                       | Isham G. Harris                          | Democratico                              | 4 marzo 1877                             | 8 luglio 1897                            | | 1 | Eletto nel 1876                                                                            |
| 17                                       | 48                                       | Isham G. Harris                          | Democratico                              | 4 marzo 1877                             | 8 luglio 1897                            | 2 | Rieletto nel 1884 |                                                                                            |
| 17                                       | 49                                       | Isham G. Harris                          | Democratico                              | 4 marzo 1877                             | 8 luglio 1897                            | 2 | Rieletto nel 1884 |                                                                                            |
| 17                                       | 50                                       | Isham G. Harris                          | Democratico                              | 4 marzo 1877                             | 8 luglio 1897                            | 2 | Rieletto nel 1884 |                                                                                            |
| 17                                       | 51                                       | Isham G. Harris                          | Democratico                              | 4 marzo 1877                             | 8 luglio 1897                            | 3 | Rieletto nel 1890 |                                                                                            |
| 17                                       | 52                                       | Isham G. Harris                          | Democratico                              | 4 marzo 1877                             | 8 luglio 1897                            | 3 | Rieletto nel 1890 |                                                                                            |
| 17                                       | 53                                       | Isham G. Harris                          | Democratico                              | 4 marzo 1877                             | 8 luglio 1897                            | 3 | Rieletto nel 1890 |                                                                                            |
| 17                                       | 54                                       | Isham G. Harris                          | Democratico                              | 4 marzo 1877                             | 8 luglio 1897                            | 1⁄2                                                                                                  | Rieletto nel 1896 Deceduto |                                                                                            |
| 17                                       | 55                                       | Isham G. Harris                          | Democratico                              | 4 marzo 1877                             | 8 luglio 1897                            | 1⁄2                                                                                                  | Rieletto nel 1896 Deceduto |                                                                                            |
| Vacante                                  | Vacante                                  | Vacante                                  | Vacante                                  | 9 luglio 1897                            | 19 luglio 1897                           | 1⁄2                                                                                                  | |                                                                                            |
| 18                                       |                                          | Thomas B. Turley                         | Democratico                              | 20 luglio 1897                           | 3 marzo 1901                             | 1⁄2                                                                                                  | Nominato per continuare il mandato di Harris Eletto per terminare il mandato di Harris Ritiratosi                                                     |                                                                                            |
| 18                                       | 56                                       | Thomas B. Turley                         | Democratico                              | 20 luglio 1897                           | 3 marzo 1901                             | 1⁄2                                                                                                  | Nominato per continuare il mandato di Harris Eletto per terminare il mandato di Harris Ritiratosi                                                     |                                                                                            |
| 19                                       |                                          | Edward W. Carmack                        | Democratico                              | 4 marzo 1901                             | 3 marzo 1907                             | 57                                                                                                   | 1 | Eletto nel 1900 Perse la rinomina                                                          |
| 19                                       | 58                                       | Edward W. Carmack                        | Democratico                              | 4 marzo 1901                             | 3 marzo 1907                             | | 1 | Eletto nel 1900 Perse la rinomina                                                          |
| 19                                       | 59                                       | Edward W. Carmack                        | Democratico                              | 4 marzo 1901                             | 3 marzo 1907                             | | 1 | Eletto nel 1900 Perse la rinomina                                                          |
| 20                                       |                                          | Robert Love Taylor                       | Democratico                              | 4 marzo 1907                             | 31 marzo 1912                            | 60                                                                                                   | 1⁄2 | Eletto nel 1906 Deceduto                                                                   |
| 20                                       | 61                                       | Robert Love Taylor                       | Democratico                              | 4 marzo 1907                             | 31 marzo 1912                            | | 1⁄2 | Eletto nel 1906 Deceduto                                                                   |
| 20                                       | 62                                       | Robert Love Taylor                       | Democratico                              | 4 marzo 1907                             | 31 marzo 1912                            | | 1⁄2 | Eletto nel 1906 Deceduto                                                                   |
| Vacante                                  | Vacante                                  | Vacante                                  | Vacante                                  | 1 aprile 1912                            | 10 aprile 1912                           | | 1⁄2 |                                                                                            |
| 21                                       |                                          | Newell Sanders                           | Repubblicano                             | 11 aprile 1912                           | 24 gennaio 1913                          | Nominato per continuare il mandato di Taylor Ritiratosi quando venne eletto il successore            | 1⁄2 |                                                                                            |
| 22                                       |                                          | William R. Webb                          | Democratico                              | 24 gennaio 1913                          | 3 marzo 1913                             | Eletto per terminare il mandato di Taylor Ritiratosi                                                 | 1⁄2 |                                                                                            |
| 23                                       |                                          | John K. Shields                          | Democratico                              | 4 marzo 1913                             | 3 marzo 1925                             | 63                                                                                                   | 1 | Eletto nel 1912                                                                            |
| 23                                       | 64                                       | John K. Shields                          | Democratico                              | 4 marzo 1913                             | 3 marzo 1925                             | | 1 | Eletto nel 1912                                                                            |
| 23                                       | 65                                       | John K. Shields                          | Democratico                              | 4 marzo 1913                             | 3 marzo 1925                             | | 1 | Eletto nel 1912                                                                            |
| 23                                       | 66                                       | John K. Shields                          | Democratico                              | 4 marzo 1913                             | 3 marzo 1925                             | 2 | Rieletto nel 1918 Perse la rinomina |                                                                                            |
| 23                                       | 67                                       | John K. Shields                          | Democratico                              | 4 marzo 1913                             | 3 marzo 1925                             | 2 | Rieletto nel 1918 Perse la rinomina |                                                                                            |
| 23                                       | 68                                       | John K. Shields                          | Democratico                              | 4 marzo 1913                             | 3 marzo 1925                             | 2 | Rieletto nel 1918 Perse la rinomina |                                                                                            |
| 24                                       |                                          | Lawrence D. Tyson                        | Democratico                              | 4 marzo 1925                             | 24 agosto 1929                           | 69                                                                                                   | 1⁄2 | Eletto nel 1924 Deceduto                                                                   |
| 24                                       | 70                                       | Lawrence D. Tyson                        | Democratico                              | 4 marzo 1925                             | 24 agosto 1929                           | | 1⁄2 | Eletto nel 1924 Deceduto                                                                   |
| 24                                       | 71                                       | Lawrence D. Tyson                        | Democratico                              | 4 marzo 1925                             | 24 agosto 1929                           | | 1⁄2 | Eletto nel 1924 Deceduto                                                                   |
| Vacante                                  | Vacante                                  | Vacante                                  | Vacante                                  | 22 agosto 1929                           | 1 settembre 1929                         | | 1⁄2 |                                                                                            |
| 25                                       |                                          | William E. Brock                         | Democratico                              | 2 settembre 1929                         | 3 marzo 1931                             | Nominato per continuare il mandato di Tyson Eletto per terminare il mandato di Tyson Ritiratosi      | 1⁄2 |                                                                                            |
| 26                                       |                                          | Cordell Hull                             | Democratico                              | 4 marzo 1931                             | 3 marzo 1933                             | 72                                                                                                   | 1⁄2 | Eletto nel 1930 Rassegnò le dimissioni per diventare Segretario di Stato                   |
| 27                                       |                                          | Nathan L. Bachman                        | Democratico                              | 4 marzo 1933                             | 23 aprile 1937                           | 73                                                                                                   | 1⁄2 | Nominato per continuare il mandato di Hull Eletto per terminare il mandato di Hull         |
| 27                                       | 74                                       | Nathan L. Bachman                        | Democratico                              | 4 marzo 1933                             | 23 aprile 1937                           | | 1⁄2 | Nominato per continuare il mandato di Hull Eletto per terminare il mandato di Hull         |
| 27                                       | 75                                       | Nathan L. Bachman                        | Democratico                              | 4 marzo 1933                             | 23 aprile 1937                           | 1⁄2                                                                                                  | Rieletto nel 1936 Deceduto |                                                                                            |
| Vacante                                  | Vacante                                  | Vacante                                  | Vacante                                  | 24 aprile 1937                           | 5 maggio 1937                            | 1⁄2                                                                                                  | |                                                                                            |
| 28                                       | 75                                       |                                          | George L. Berry                          | Democratico                              | 6 maggio 1937                            | 1⁄2                                                                                                  | 8 novembre 1938 | Nominato per continuare il mandato di Bachman Ritiratosi quando venne eletto il successore |
| 29                                       | 75                                       |                                          | Tom Stewart                              | Democratico                              | 9 novembre 1938                          | 1⁄2                                                                                                  | 3 gennaio 1949 | Eletto per terminare il mandato di Bachman                                                 |
| 29                                       | 76                                       |                                          | Tom Stewart                              | Democratico                              | 9 novembre 1938                          | 1⁄2                                                                                                  | 3 gennaio 1949 | Eletto per terminare il mandato di Bachman                                                 |
| 29                                       | 77                                       |                                          | Tom Stewart                              | Democratico                              | 9 novembre 1938                          | 1⁄2                                                                                                  | 3 gennaio 1949 | Eletto per terminare il mandato di Bachman                                                 |
| 29                                       | 78                                       | 1                                        | Tom Stewart                              | Democratico                              | 9 novembre 1938                          | Rieletto nel 1942 Perse la rinomina                                                                  | 3 gennaio 1949 |                                                                                            |
| 29                                       | 79                                       | 1                                        | Tom Stewart                              | Democratico                              | 9 novembre 1938                          | Rieletto nel 1942 Perse la rinomina                                                                  | 3 gennaio 1949 |                                                                                            |
| 29                                       | 80                                       | 1                                        | Tom Stewart                              | Democratico                              | 9 novembre 1938                          | Rieletto nel 1942 Perse la rinomina                                                                  | 3 gennaio 1949 |                                                                                            |
| 30                                       |                                          | Estes Kefauver                           | Democratico                              | 3 gennaio 1949                           | 10 agosto 1963                           | 81                                                                                                   | 1 | Eletto nel 1948                                                                            |
| 30                                       | 82                                       | Estes Kefauver                           | Democratico                              | 3 gennaio 1949                           | 10 agosto 1963                           | | 1 | Eletto nel 1948                                                                            |
| 30                                       | 83                                       | Estes Kefauver                           | Democratico                              | 3 gennaio 1949                           | 10 agosto 1963                           | | 1 | Eletto nel 1948                                                                            |
| 30                                       | 84                                       | Estes Kefauver                           | Democratico                              | 3 gennaio 1949                           | 10 agosto 1963                           | 2 | Rieletto nel 1954 |                                                                                            |
| 30                                       | 85                                       | Estes Kefauver                           | Democratico                              | 3 gennaio 1949                           | 10 agosto 1963                           | 2 | Rieletto nel 1954 |                                                                                            |
| 30                                       | 86                                       | Estes Kefauver                           | Democratico                              | 3 gennaio 1949                           | 10 agosto 1963                           | 2 | Rieletto nel 1954 |                                                                                            |
| 30                                       | 87                                       | Estes Kefauver                           | Democratico                              | 3 gennaio 1949                           | 10 agosto 1963                           | 1⁄2                                                                                                  | Rieletto nel 1960 Deceduto |                                                                                            |
| 30                                       | 88                                       | Estes Kefauver                           | Democratico                              | 3 gennaio 1949                           | 10 agosto 1963                           | 1⁄2                                                                                                  | Rieletto nel 1960 Deceduto |                                                                                            |
| Vacante                                  | Vacante                                  | Vacante                                  | Vacante                                  | 10 agosto 1963                           | 20 agosto 1963                           | 1⁄2                                                                                                  | |                                                                                            |
| 31                                       |                                          | Herbert S. Walters                       | Democratico                              | 20 agosto 1963                           | 3 novembre 1964                          | 1⁄2                                                                                                  | Nominato per continuare il mandato di Kefauver Ritiratosi                                                                                             |                                                                                            |
| 32                                       |                                          | Ross Bass                                | Democratico                              | 4 novembre 1964                          | 3 gennaio 1967                           | 1⁄2                                                                                                  | Eletto per terminare il mandato di Kefauver Perse la rinomina                                                                                         |                                                                                            |
| 32                                       | 89                                       | Ross Bass                                | Democratico                              | 4 novembre 1964                          | 3 gennaio 1967                           | 1⁄2                                                                                                  | Eletto per terminare il mandato di Kefauver Perse la rinomina                                                                                         |                                                                                            |
| 33                                       |                                          | Howard Baker (1925-2014)                 | Repubblicano                             | 3 gennaio 1967                           | 3 gennaio 1985                           | 90                                                                                                   | 1 | Eletto nel 1966                                                                            |
| 33                                       | 91                                       | Howard Baker (1925-2014)                 | Repubblicano                             | 3 gennaio 1967                           | 3 gennaio 1985                           | | 1 | Eletto nel 1966                                                                            |
| 33                                       | 92                                       | Howard Baker (1925-2014)                 | Repubblicano                             | 3 gennaio 1967                           | 3 gennaio 1985                           | | 1 | Eletto nel 1966                                                                            |
| 33                                       | 93                                       | Howard Baker (1925-2014)                 | Repubblicano                             | 3 gennaio 1967                           | 3 gennaio 1985                           | 2 | Rieletto nel 1972 |                                                                                            |
| 33                                       | 94                                       | Howard Baker (1925-2014)                 | Repubblicano                             | 3 gennaio 1967                           | 3 gennaio 1985                           | 2 | Rieletto nel 1972 |                                                                                            |
| 33                                       | 95                                       | Howard Baker (1925-2014)                 | Repubblicano                             | 3 gennaio 1967                           | 3 gennaio 1985                           | 2 | Rieletto nel 1972 |                                                                                            |
| 33                                       | 96                                       | Howard Baker (1925-2014)                 | Repubblicano                             | 3 gennaio 1967                           | 3 gennaio 1985                           | 3 | Rieletto nel 1978 Ritiratosi |                                                                                            |
| 33                                       | 97                                       | Howard Baker (1925-2014)                 | Repubblicano                             | 3 gennaio 1967                           | 3 gennaio 1985                           | 3 | Rieletto nel 1978 Ritiratosi |                                                                                            |
| 33                                       | 98                                       | Howard Baker (1925-2014)                 | Repubblicano                             | 3 gennaio 1967                           | 3 gennaio 1985                           | 3 | Rieletto nel 1978 Ritiratosi |                                                                                            |
| 34                                       |                                          | Al Gore, Jr. (1948-)                     | Democratico                              | 3 gennaio 1985                           | 2 gennaio 1993                           | 99                                                                                                   | 1 | Eletto nel 1984                                                                            |
| 34                                       | 100                                      | Al Gore, Jr. (1948-)                     | Democratico                              | 3 gennaio 1985                           | 2 gennaio 1993                           | | 1 | Eletto nel 1984                                                                            |
| 34                                       | 101                                      | Al Gore, Jr. (1948-)                     | Democratico                              | 3 gennaio 1985                           | 2 gennaio 1993                           | | 1 | Eletto nel 1984                                                                            |
| 34                                       | 102                                      | Al Gore, Jr. (1948-)                     | Democratico                              | 3 gennaio 1985                           | 2 gennaio 1993                           | 1⁄2                                                                                                  | Rieletto nel 1990 Rassegnò le dimissioni per diventare Vice Presidente                                                                                |                                                                                            |
| Vacante                                  | Vacante                                  | Vacante                                  | Vacante                                  | 2 gennaio 1993                           | 5 gennaio 1993                           | 1⁄2                                                                                                  | |                                                                                            |
| Vacante                                  | Vacante                                  | Vacante                                  | Vacante                                  | 2 gennaio 1993                           | 5 gennaio 1993                           | 1⁄2                                                                                                  | 103 |                                                                                            |
| 35                                       |                                          | Harlan Mathews (1927-2014)               | Democratico                              | 5 gennaio 1993                           | 2 dicembre 1994                          | 1⁄2                                                                                                  | Nominato per continuare il mandato di Gore Ritiratosi quando venne eletto il successore                                                               |                                                                                            |
| 36                                       |                                          | Fred Thompson (1942-2015)                | Repubblicano                             | 2 dicembre 1994                          | 3 gennaio 2003                           | 1⁄2                                                                                                  | Eletto per terminare il mandato di Gore |                                                                                            |
| 36                                       | 104                                      | Fred Thompson (1942-2015)                | Repubblicano                             | 2 dicembre 1994                          | 3 gennaio 2003                           | 1⁄2                                                                                                  | Eletto per terminare il mandato di Gore |                                                                                            |
| 36                                       | 105                                      | Fred Thompson (1942-2015)                | Repubblicano                             | 2 dicembre 1994                          | 3 gennaio 2003                           | 2 | Rieletto nel 1996 Ritiratosi |                                                                                            |
| 36                                       | 106                                      | Fred Thompson (1942-2015)                | Repubblicano                             | 2 dicembre 1994                          | 3 gennaio 2003                           | 2 | Rieletto nel 1996 Ritiratosi |                                                                                            |
| 36                                       | 107                                      | Fred Thompson (1942-2015)                | Repubblicano                             | 2 dicembre 1994                          | 3 gennaio 2003                           | 2 | Rieletto nel 1996 Ritiratosi |                                                                                            |
| 37                                       |                                          | Lamar Alexander (1940-)                  | Repubblicano                             | 3 gennaio 2003                           | 3 gennaio 2021                           | 108                                                                                                  | 1 | Eletto nel 2002                                                                            |
| 37                                       | 109                                      | Lamar Alexander (1940-)                  | Repubblicano                             | 3 gennaio 2003                           | 3 gennaio 2021                           | | 1 | Eletto nel 2002                                                                            |
| 37                                       | 110                                      | Lamar Alexander (1940-)                  | Repubblicano                             | 3 gennaio 2003                           | 3 gennaio 2021                           | | 1 | Eletto nel 2002                                                                            |
| 37                                       | 111                                      | Lamar Alexander (1940-)                  | Repubblicano                             | 3 gennaio 2003                           | 3 gennaio 2021                           | 2 | Rieletto nel 2008 |                                                                                            |
| 37                                       | 112                                      | Lamar Alexander (1940-)                  | Repubblicano                             | 3 gennaio 2003                           | 3 gennaio 2021                           | 2 | Rieletto nel 2008 |                                                                                            |
| 37                                       | 113                                      | Lamar Alexander (1940-)                  | Repubblicano                             | 3 gennaio 2003                           | 3 gennaio 2021                           | 2 | Rieletto nel 2008 |                                                                                            |
| 37                                       | 114                                      | Lamar Alexander (1940-)                  | Repubblicano                             | 3 gennaio 2003                           | 3 gennaio 2021                           | 3 | Rieletto nel 2014 |                                                                                            |
| 37                                       | 115                                      | Lamar Alexander (1940-)                  | Repubblicano                             | 3 gennaio 2003                           | 3 gennaio 2021                           | 3 | Rieletto nel 2014 |                                                                                            |
| 37                                       | 116                                      | Lamar Alexander (1940-)                  | Repubblicano                             | 3 gennaio 2003                           | 3 gennaio 2021                           | 3 | Rieletto nel 2014 |                                                                                            |
| 38                                       |                                          | Bill Hagerty (1959-)                     | Repubblicano                             | 3 gennaio 2021                           | in carica                                | 117                                                                                                  | 1 | Eletto nel 2020                                                                            |
| 38                                       | 118                                      | Bill Hagerty (1959-)                     | Repubblicano                             | 3 gennaio 2021                           | in carica                                | | 1 | Eletto nel 2020                                                                            |
| 38                                       | 119                                      | Bill Hagerty (1959-)                     | Repubblicano                             | 3 gennaio 2021                           | in carica                                | | 1 | Eletto nel 2020                                                                            |
| Da determinarsi con le elezioni del 2026 | Da determinarsi con le elezioni del 2026 | Da determinarsi con le elezioni del 2026 | Da determinarsi con le elezioni del 2026 | Da determinarsi con le elezioni del 2026 | Da determinarsi con le elezioni del 2026 | 120                                                                                                  | |                                                                                            |
| Da determinarsi con le elezioni del 2026 | Da determinarsi con le elezioni del 2026 | Da determinarsi con le elezioni del 2026 | Da determinarsi con le elezioni del 2026 | Da determinarsi con le elezioni del 2026 | Da determinarsi con le elezioni del 2026 | 121                                                                                                  | |                                                                                            |
| Da determinarsi con le elezioni del 2026 | Da determinarsi con le elezioni del 2026 | Da determinarsi con le elezioni del 2026 | Da determinarsi con le elezioni del 2026 | Da determinarsi con le elezioni del 2026 | Da determinarsi con le elezioni del 2026 | 122                                                                                                  | |                                                                                            |